# Melle
Melle là một đô thị tại tỉnh Cuneo trong vùng Piedmont của Italia, vị trí cách khoảng 60 km về phía tây nam của Torino và khoảng 30 km về phía tây bắc của Cuneo. Tại thời điểm ngày 31 tháng 12 năm 2004, đô thị này có dân số 340 người và diện tích là 28.0 km².
Melle giáp các đô thị: Brossasco, Cartignano, Frassino, Roccabruna, San Damiano Macra và Valmala.